# Rummen
Rummen är en sjö i Västerviks kommun i Småland och ingår i Storån-Botorpsströmmens kustområde. Sjön har en area på 2,48 kvadratkilometer och ligger 33,1 meter över havet.

## Delavrinningsområde
Rummen ingår i det delavrinningsområde (641896-152977) som SMHI kallar för Utloppet av Rummen. Medelhöjden är 68 meter över havet och ytan är 32,22 kvadratkilometer. Räknas de 4 avrinningsområdena uppströms in blir den ackumulerade arean 53,79 kvadratkilometer. Avrinningsområdets utflöde mynnar i havet. Avrinningsområdet består mestadels av skog (65 procent) och jordbruk (12 procent). Avrinningsområdet har 4,66 kvadratkilometer vattenytor vilket ger det en sjöprocent på 14,4 procent.